# Liberato Ribeiro Pinto

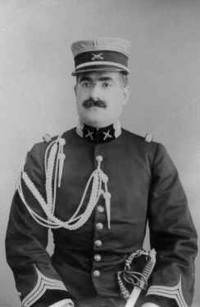
Liberato Pinto 1921

Liberato Damião Ribeiro Pinto (* 29. September 1880; † 4. September 1949) war ein portugiesischer Militär und Politiker aus der Zeit der ersten Republik. Vom 30. November 1920 bis 2. März 1921 war er portugiesischer Ministerpräsident.
Ribeiro Pinto trat im Januar 1915 in die Demokratische Partei ein, für die er 1919 zum ersten Mal ins portugiesische Parlament gewählt wurde. Von 1914 bis 1922 war er gleichzeitig Chef des Generalstabes der Republikanischen Garde (Guarda Nacional Republicana). Diese war eine militärische Eliteeinheit, deren Offiziersränge ausschließlich von Sympathisanten der Demokraten gestellt wurde, und die deshalb nur sehr eingeschränkt unter der Kontrolle der Regierung stand, jedenfalls wenn die Regierung nicht von den Demokraten gestellt wurde. Die Republikanische Garde stellte in der Spätphase der ersten Republik einen entscheidenden Machtfaktor dar, und seiner Stellung an der Spitze der Garde verdankte Ribeiro Pinto auch, dass er mit Unterstützung seines Amtsvorgängers Álvaro de Castro zum Regierungschef berufen wurde. Während seiner Zeit als Ministerpräsident amtierte er ebenfalls als Innenminister und zeitweilig kommissarisch auch als Marine- und Finanzminister.
Am 2. März 1921 musste er als Regierungschef zurücktreten. Bernardino Machado, ebenfalls von der Demokratischen Partei und Ex-Präsident der Republik, wurde sein Nachfolger, diese Regierung war jedoch nur von kurzer Dauer. Ab dem 23. Mai 1921 regierte dann die liberal-konservative Opposition, die Demokraten verloren also kurzzeitig die Macht. Dieser Regierungswechsel führte dazu, dass Ribeiro Pinto auch als Generalstabschef der Republikanischen Garde entlassen wurde. Als die Regierung dann noch versuchte, Ribeiro Pinto wegen Korruptionsvorwürfen gerichtlich zu verfolgen, begann dieser mit der ihm nahestehenden Tageszeitung O mundo, a Imprensa da Manhã eine Kampagne mit täglichen scharfen Angriffen auf António Granjo, seinen Nachfolger als Ministerpräsidenten, zu führen. Diese Angriffe schufen die Atmosphäre in der schließlich ein Putschversuch der Republikanischen Garde gegen die Regierung Granjo in der „Lissabonner Blutnacht“ am 19. Oktober 1921 und zur Ermordung von Ministerpräsident Granjo führte.
Nach der Ermordung von Ministerpräsident Granjo kamen zunächst wieder den Demokraten nahestehende Regierungen an die Macht, als die Opposition ab dem 16. Dezember 1921 jedoch erneut kurz die Macht übernehmen konnte (Regierung Francisco Pinto da Cunha Leal) musste Ribeiro Pinto im Januar 1922 wegen der Korruptionsvorwürfe sogar kurzzeitig ins Gefängnis gehen.
Wie für alle demokratischen Politiker beendete der Putsch vom 26. Mai 1926 (Ende der ersten Republik in Portugal) alle politischen Ambitionen von Ribeiro Pinto. Er zog sich als Privatlehrer aus dem öffentlichen Leben zurück und starb schließlich in sehr einfachen finanziellen Verhältnissen.